# Buenavista de la Libertad
Buenavista de la Libertad är en ort i Mexiko.   Den ligger i kommunen Yuriria och delstaten Guanajuato, i den centrala delen av landet, 250 km väster om huvudstaden Mexico City. Buenavista de la Libertad ligger 2 010 meter över havet och antalet invånare är 299.
Terrängen runt Buenavista de la Libertad är kuperad. Runt Buenavista de la Libertad är det ganska tätbefolkat, med 108 invånare per kvadratkilometer. Närmaste större samhälle är Valle de Santiago, 16,4 km nordost om Buenavista de la Libertad. I omgivningarna runt Buenavista de la Libertad växer huvudsakligen savannskog.